# Rebel·lió a l'Índia (pel·lícula de 1938)
Rebel·lió a l'Índia (títol original: The Drum, estrenada als Estats Units com Drums) és una pel·lícula britànica en Technicolor de 1938 basada en la novel·la de 1937 The Drum d'A.E.W. Mason. La pel·lícula va ser dirigida per Zoltan Korda i produïda per Alexander Korda. És protagonitzada per Sabu, Raymond Massey, Valerie Hobson i Roger Livesey. Està doblada al català.
La companyia de Korda, London Films, va fer tres pel·lícules als anys 30 sobre l'Imperi Britànic : Sanders of the River (1936), Rebel·lió a l'Índia i Les quatre plomes (1939).

## Argument
Durant el Raj britànic, el capità Carruthers treballa d'amagat per rastrejar els enviaments d'armes de contraban a la inquieta frontera del nord-oest de l'Índia, l'actual frontera entre l'Afganistan i el Pakistan (la línia Durand). Tem que s'està gestant una rebel·lió a gran escala. Per evitar-ho, el governador britànic signa un tractat amb el governant, amable i amant de la pau, de Tokot, un regne clau de la regió, que es descriu com a quatre dies de marxa cap al nord des de Peshawar. Mentrestant, el fill del rei, el príncep Azim, es fa amic de Carruthers i d'un timbaler britànic, Bill Holder, que li ensenya a tocar l'instrument.
Tanmateix, el germà del rei, el príncep Ghul, fa assassinar el rei i usurpa el tron i Azim s'escapa d'un destí similar gràcies a dos fidels servidors. S'amaguen a Peshawar, on tenen la base els britànics. Quan un dels homes de Ghul troba i intenta matar el príncep, Azim és rescatat per la dona de Carruthers. Encara que se li ofereix un amagatall, Azim declina, creient que és més segur romandre amagat entre la seva pròpia gent.
Carruthers és llavors enviat a negociar amb Ghul, que fingeix voler honrar el tractat. En realitat, Ghul és el cervell darrere de la rebel·lió. Conspira per matar Carruthers i el seu destacament d'homes l'últim dia d'un festival per assenyalar l'inici de la revolta. El príncep Azim s'assabenta de l'emboscada. Quan no aconsegueix convèncer el governador, decideix arriscar la seva pròpia vida per avisar els seus amics. Finalment, el governador rep la confirmació del complot i envia quatre batallons al rescat.
Azim aconsegueix advertir en Carruthers de la massacre imminent fent un senyal de perill al "Tambor Sagrat de Tokot", salvant moltes vides britàniques. Ghul és assassinat a la batalla posterior i Azim és instal·lat com el seu substitut.

## Repartiment
- Sabu com Princep Azim
- Raymond Massey com Princep Ghul
- Roger Livesey com Capità Carruthers
- Valerie Hobson com Mrs. Carruthers
- David Tree com Tinent Escott
- Desmond Tester com Bill Holder
- Francis L. Sullivan com Governador
- Frederick Culley com Dr. Murphy
- Roy Emerton com Wafadar
- Michael Martin Harvey com Mullah
- Martin Walker com Herrick
- Ronald Adam com Major Gregoff
- Charles Oliver com Rajab
- Julian Mitchell com Sergent

## Producció
El regiment escocès que apareix en aquesta pel·lícula és un batalló dels Gordon Highlanders, com es desprèn de la insígnia de la gorra, el kilt i el tocat. Això és real, ja que els Gordon Highlanders van ser molt actius a la frontera del nord-oest durant el Raj britànic i, durant un temps, van estar guarnits a Fort Jamrud a la desembocadura del pas de Khyber. Parts de la pel·lícula rodada a l'Índia es van rodar a Chitral i a la frontera del nord-oest, i hi ha escenes que recorden molt al pas de Khyber. Tanmateix, algunes escenes de muntanya també van ser filmades al nord de Gal·les (Rhinog Fawr Mountain i Harlech).
Una seqüència mostra una tripulació d'armes de l'exèrcit indi desmuntant una bateria de muntanya, una petita peça de camp que va ser desmuntada i transportada a lloms d'animals de càrrega. Aquests canons es van utilitzar amb freqüència a la frontera del nord-oest, i una bateria de muntanya de l'exèrcit indi també es va desplegar amb els ANZAC a la campanya de Gallipoli (1915-1916). De la mateixa manera, s'utilitza un aparell de ràdio a l'escena de l'escaramussa inicial. Durant una escena primerenca amb els seus cortesans, el príncep Ghul diu que era un observador a Gallipoli, i que l'emulació de l'entrenament i les tàctiques britàniques, no l'entusiasme religiós, serà la clau de l'èxit del seu propi exèrcit.

## Recepció
La pel·lícula va ser ben rebuda a Gran Bretanya, però va provocar protestes quan es va mostrar a Bombai i Madras, on molts la consideraven propaganda britànica.